# Thorectes coiffaiti
Thorectes coiffaiti là một loài bọ cánh cứng trong họ Geotrupidae. Loài này được miêu tả khoa học năm 1969 bởi Baraud.